# 高島宏平
高島 宏平（たかしま こうへい、1973年（昭和48年）8月15日 - ）は、日本の実業家。オイシックス・ラ・大地株式会社代表取締役社長。神奈川県出身。2016年に子会社化した高齢者をはじめとした買い物弱者向けの移動スーパー「株式会社とくし丸」の代表取締役会長も務める。
2007年（平成19年）には日本発の社会貢献運動「NPO法人TABLE FOR TWO International」の理事（現在は理事を退任し創設者）となり、日本などの先進国において健康的な食事を普及させると同時に、開発途上国における学校給食の配給を支援。世界の食糧問題へも積極的に活動を広げている
2011年（平成23年）3月11日の大震災後には、被害を受けた東日本食品産業の長期的支援を目的とした一般社団法人 東の食の会 の発起人・代表理事となり、復興支援活動を精力的に行っている。他にも、生産者への感謝の気持ちを再発見する収穫祭イベント「東京ハーヴェスト」の実行委員長も務める。
また、2016年には越後妻有を魅力ある地域にしていくことを目的として「大地の芸術祭」などを手掛けるNPO法人「越後妻有里山協働機構」の副理事に就任。
2018年7月より一般社団法人日本車いすラグビー連盟の理事長に就任し、経済界からパラスポーツを支援。競技の認知度向上や組織運営に携わり、更なる飛躍を目指す。また、2022年11月より一般社団法人Data for Social Transformationの共同代表理事に就任。
公益社団法人経済同友会では、2017年より東京オリンピック・パラリンピック2020委員会の委員長に就任。2019年～2020年には　負担増世代が考える社会保障改革委員会の委員長を歴任し、アクションファーストの社会保障施策についての取り組みを行った。2021年より、経済同友会副代表幹事に就任。広報委員会、共助資本主義の実現委員会、政治・行政改革委員会の委員長を兼任している。
2021年より株式会社ベネッセホールディングス社外取締役、2023年よりシダックス株式会社社外取締役にそれぞれ就任した。
2024年1月、同年シーズンからイースタン・リーグに参入を予定しているプロ野球球団のオイシックス新潟アルビレックス・ベースボール・クラブ（旧・アルビレックス新潟・ベースボール・クラブ）の代表取締役会長に就任が予定されている。4月、シダックス株式会社代表取締役副社長に就任した。

## 略歴
1998年
- 3月 - 東京大学大学院工学系研究科情報工学専攻修了、
- 4月 - マッキンゼー・アンド・カンパニー入社。同社東京オフィスにおいてEコマースグループのコアメンバーの一人として活動。特に、Eコマース実行の組織体制やベンチャーと大企業の共存によるEアライアンスの構築について取り組む。

2000年
- 5月 - マッキンゼー・アンド・カンパニーを退社。
- 6月 - 「一般のご家庭での豊かな食生活の実現」を企業理念とし、食品販売・食生活サポートを行うオイシックス株式会社（現：オイシックス・ラ・大地株式会社）を設立。同社代表取締役社長に就任。生産者の論理ではなく顧客の視点に立った便利なサービスを推進している。

2013年
- 3月 - オイシックス株式会社、東証マザーズに上場[10]

2016年
- 5月 - 買い物弱者へ移動型スーパーで食材を届ける株式会社とくし丸を子会社化[11]

2017年
- 10月 - 株式会社大地を守る会との経営統合を実施。新会社代表取締役社長に就任。[12]

2018年
- 1月 - 株式会社NTTドコモとの業務資本提携および、らでぃっしゅぼーや株式会社のグループ化を発表[13]
- 8月 - ケータリング事業を手がけるCRAZY KITCHENを子会社化[14]
- 10月 - らでぃっしゅぼーや株式会社との経営統合を実施。新会社代表取締役社長に就任。

2019年
- 5月 - 米国のヴィーガン食のミールキット宅配「Purple Carrot」を子会社化[15]
- 5月 - DEAN & DELUCAを運営する株式会社ウェルカムを三者割当増資を引き受ける資本提携により持分法適用関連会社化[16]

2020年
- 3月 - 株式会社CARTA HOLDINGS社外取締役に就任（2023年3月25日 定時株主総会をもって退任）[17]
- 4月 - オイシックス・ラ・大地株式会社　東京証券取引所第一部へ市場変更
- 8月 - 大戸屋ホールディングスと業務提携[18]

2021年
- 4月 - 経済同友会　代表副幹事に就任
- 6月 - 株式会社ベネッセホールディングス社外取締役に就任

2022年
- 4月 - オイシックス・ラ・大地株式会社　東京証券取引所「プライム市場」へ市場移行
- 6月 - 料理家の栗原はるみが創業した株式会社ゆとりの空間を資本提携により関連会社化
- 11月 - 一般社団法人Data for Social Transformation　共同代表理事に就任（※同友会ソーシャル・データ・リサーチ（仮称）設立検討委員会より派生）

2023年
- 1月 - シダックス株式会社社外取締役に就任[6]

2024年
- 1月 - オイシックス新潟アルビレックス・ベースボール・クラブ代表取締役会長に就任予定[7][8]
- 1月 - シダックス株式会社を子会社化[19]
- 4月 - シダックス株式会社代表取締役副社長に就任

### 委員・理事など
2007年
- 経済産業省 電子流通研究会委員
- NPO法人TABLE FOR TWO International理事

2008年
- 農林水産省/経済産業省 農商工連携研究会委員

2010年
- 農商工連携の促進による地域の基盤産業育成調査委員

2011年
- 内閣府 情報通信技術利活用のための規制・制度改革に関する専門調査会委員
- 一般財団法人 教育支援グローバル基金 代表理事
- 一般社団法人 東の食の会 代表理事

2013年
- 福岡市スタートアップ都市づくりに関する懇談会メンバー

2014年
- 内閣府「選択する未来」委員会「地域の未来ワーキンググループ」メンバー
- NPO法人越後妻有里山協働機構　理事
- 一般財団法人 教育支援グローバル基金 代表理事退任、理事に就任
- 内閣府「すべての女性が輝く社会づくり推進室」「暮らしの質」向上検討会委員
- 復興庁「福島12市町村の地域の将来像」有識者検討会　委員

2016年
- 一般財団法人 教育支援グローバル基金 理事退任
- NPO法人越後妻有里山協働機構　副理事長に就任
- 第3回日本ベンチャー大賞審査委員会の委員に就任（以降毎年審査員を務める）

2017年
- 農林水産省 食料・農業・農村政策審議会委員に就任

2017年
- 経済同友会 東京オリンピック・パラリンピック2020委員会（現 東京オリンピック・パラリンピック2020レガシー検討PT）委員長に就任

2018年
- NPO法人TABLE FOR TWO International理事退任、ファウンダーに就任。
- 一般社団法人日本車いすラグビー連盟　理事長に就任[20]

2019年
- 経済同友会 負担増世代が考える社会保障改革委員会 委員長に就任

2021年
- 経済同友会 副代表幹事、広報戦略検討委員会委員長、ソーシャル・データ・リサーチ（仮称）設立検討委員会委員長に就任

2023年
- 経済同友会 副代表幹事および、広報委員会、共助資本主義の実現委員会、政治・行政改革委員会の委員長を兼任

## 受賞・選出
- 2005年 - 日本オンラインショッピング大賞・グランプリ受賞
- 2006年 - Entrepreneur Of The Year Japanファイナリスト
- 2007年 - 企業家ネットワーク主催「企業家賞」受賞
- 2007年 - 世界経済フォーラム（ダボス会議）のYoung Global Leadersの1人に選出
- 2007年 - 起業家表彰制度 「DREAM GATE AWARD 2007」受賞
- 2008年 - 独自性がある優れた戦略を評価する一橋大学の「ポーター賞」受賞
- 2011年 - 日経ビジネスオンライン主催「CHANGEMAKERS OF THE YEAR 2011」、【経営・マネジメント部門】受賞
- 2011年 - 日経ビジネス「次代を創る100人」に選出（日経ビジネス：2011年10月31日号）
- 2011年 - 「アエラが選ぶ　日本を立て直す100人」に選出（AERA：2011年12月26日 2012年1月2-9日合併号）
- 2014年 - 「Most Valuable Services Awards in Hong Kong 2014 」をＯｉｓｉｘ香港が受賞
- 2014年 - ビジネス界のオスカー「スティービー国際賞 カンパニー・オブ・ザ・イヤー」ブロンズ賞を日本の食品小売として初受賞
- 2016年 - 時短献立キット「Kit Oisix」が日本サービス大賞優秀賞受賞
- 2017年 - 「平成28年度輸出に取り組む優良事業者」の最高賞にあたる農林水産大臣賞をOisix香港が受賞
- 2017年 - 「Hong Kong's Most Valuable Companies 2017」をOisix香港が受賞
- 2020年 - Entrepreneur Of The Year Japan 2020 日本代表に選出[21]

## 書籍

### 著書
- 『ライフ・イズ・ベジタブル オイシックス創業で学んだ仕事に夢中になる8つのヒント 』（2012年6月27日、日本経済新聞出版社）ISBN 978-4-532-16821-6
- 『ぼくは「技術」で人を動かす 今いるメンバーで結果を出す{チームリーダー}のレシピ』（2015年2月1日、ダイヤモンド社）ISBN 978-4-478-02652-6

### 連載
- 賢者の食卓（日経ビジネスオンライン）

## メディア出演
- フジテレビ『アゲるテレビ』
  - 2013年4月〜5月、金曜日レギュラーコメンテーター
- テレビ朝日『あいつ今何してる?特別編～超名門校の天才&奇才は今何してる?』
  - 2017年6月4日
- TBS『坂上&指原のつぶれない店』
  - 2019年4月14日　『高いのにナゼ売れる！？（秘）野菜の宅配で超人気！！オイシックス』
  - 2020年5月24日　☆オイシックス＆アイリスオーヤマの社長が緊急出演SP
- テレビ東京『カンブリア宮殿』
  - 2012年9月6日『"インターネットに野菜をのせろ！"若手社長が目指す"食のインフラ革命"』[22]。
  - 2019年8月29日『おいしい野菜宅配トップ3が大連合！～顧客調査で急成長する食卓革命の全貌～』[23]。
- TBS『がっちりマンデー!!』
  - 2020年11月8日　『★食べ物の宅配で絶好調「オイシックス」！』
  - 2021年1月17日、24日、31日　『★恒例！スゴい社長 大集合SP！』
- NHK『日曜討論』
  - 2022年4月3日　ウクライナ危機　物価上昇で暮らし・経済は